# Nikitas Kaklamanis
Nikitas Kaklamanis (idioma griego: Νικήτας Κακλαμάνης), (Andros, 1946) es un médico y político. Fue alcalde de Atenas y Ministro de Salud de Grecia. 

## Biografía
Kaklamanis nació en Andros, el 1 de abril de 1946. Realizó estudios medicina en la Escuela de Medicina de la Universidad de Atenas. Su entrenamiento médico los llevó a cabo en Ioannina. De 1975 a 1981, trabajó en el Hospital Aretaieio en Atenas, primero como asistente y luego como titular. En 1980, obtuvo el título de oncólogo de radiación, su segunda especialización; en 1981 obtuvo el doctorado. Fue secretario general de la Asociación Médica Panhelénica 1984-1989, elegido por Nueva Democracia. En 1989, fue elegido Profesor Asistente de radioterapia y oncología en la Universidad de Atenas.
Fue también exministro de Sanidad y Solidaridad Social (2004–2006). 
En las elecciones locales griegas de 2010 fue derrotado por Giorgos Kaminis, en su postulación a la reelección de Alcalde de Atenas.